# John Young, 1. baron Lisgar
John Young, 1. baron Lisgar (John Young, 1st Baron Lisgar, 2nd Baronet Young of Bailieborough) (31. srpna 1807, Bombaj, Indie – 6. října 1876, Bailieborough Castle, Irsko) byl britský státník. Narodil se v Indii, ale pocházel z Irska. Byl dlouholetým členem Dolní sněmovny, zastával nižší úřady ve vládě, později působil v koloniích a nakonec byl generálním guvernérem v Kanadě (1869–1872).

## Životopis

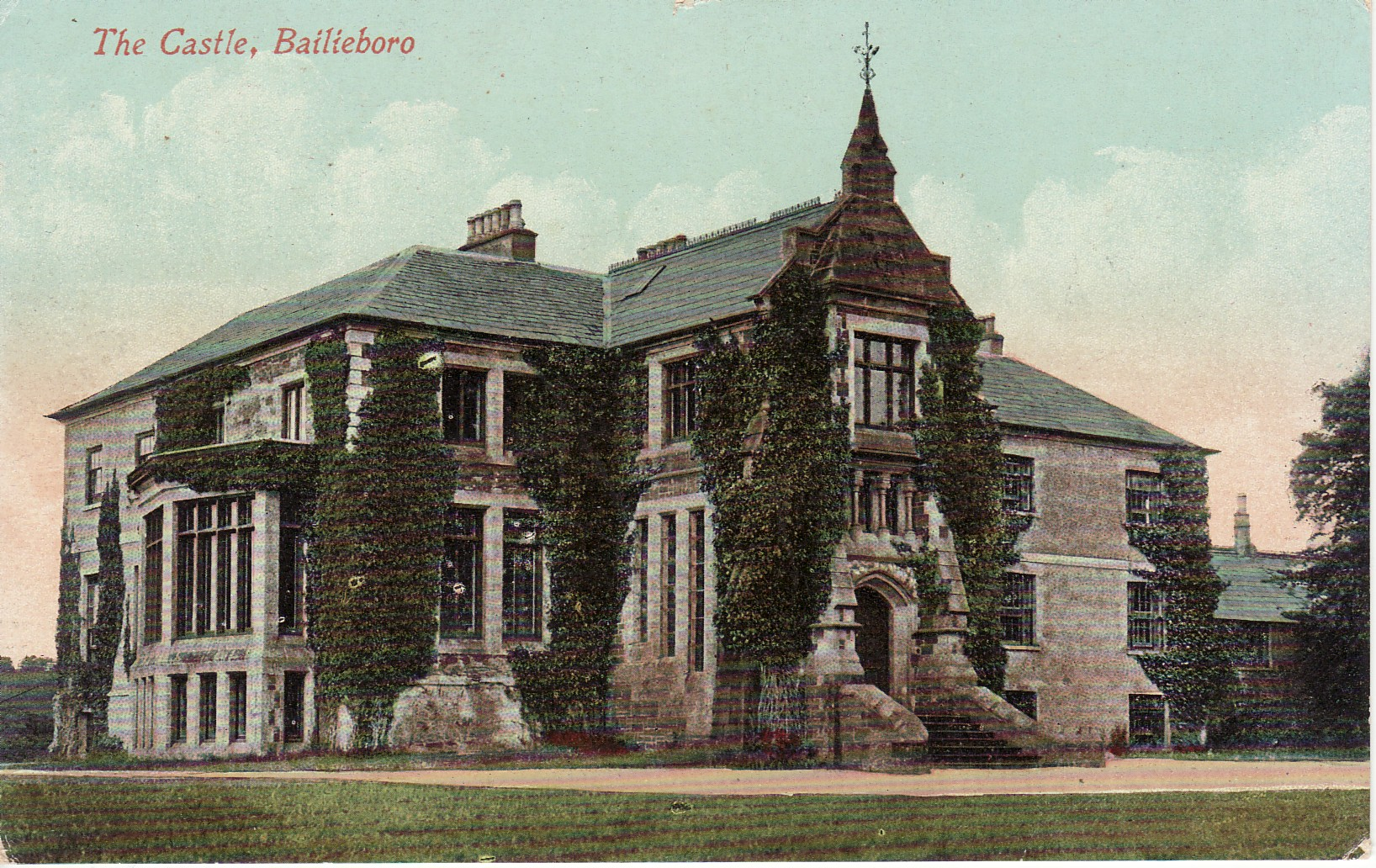
Zámek Bailieborough Castle v Irsku

Pocházel ze statkářské rodiny z Irska. Narodil se v Bombaji, kde byl jeho otec Sir William Young úředníkem Východoindické společnosti. John měl čtyři mladší bratry, kteří působili ve vojenských a státních službách v Bombaji. Studoval v Etonu a Oxfordu, od mládí byl přítelem pozdějšího čtyřnásobného premiéra Williama Gladstona, i když později zastávali rozdílná politická stanoviska. V letech 1831–1855 byl poslancem Dolní sněmovny za Konzervativní stranu. V letech 1841–1844 zastával v rámci ministerstva financí funkci lorda pokladu, v letech 1844–1846 byl státním tajemníkem na ministerstvu financí (Secretary to the Treasury), věnoval se také obchodním aktivitám ve Východoindické společnosti. Od roku 1852 byl členem anglické a irské Tajné rady, v letech 1853–1855 byl ve vládě státním sekretářem pro Irsko. Poté působil v koloniích, v letech 1855–1859 byl vysokým komisařem na Jónských ostrovech. Po krátkém pobytu v Anglii byl guvernérem v australské Nový Jižní Wales (1860–1867). V roce 1868 byl jmenován generálním guvernérem v Kanadě, fakticky úřad převzal v únoru 1869. Během jeho funkčního období došlo k hraničnímu sporu s USA, který řešil mezinárodní soud v Evropě, byl také prvním kanadským guvernérem, který USA navštívil. Proslul jako prozíravý politik a prostředník. Z tohoto postu odešel v roce 1872. Mezitím byl povýšen na barona s členstvím ve Sněmovně lordů (1870). Zbytek života strávil v ústraní na svých statcích v Irsku, v letech 1871–1876 byl lordem-místodržitelem v hrabství Cavan. Za zásluhy získal Řád sv. Michala a sv. Jiří (1855) a Řád lázně (1859).
Jeho sídlem byl zámek Bailieborough Castle v Irsku, který koupil jeho otec v roce 1814. John Young zde trvale pobýval až po návratu z Kanady, kdy nechal zámek přestavět v novogotickém stylu. Jeho manželství s Adelaide Danton (1821–1895) zůstalo bez potomstva, na vzdálenější příbuzenstvo přešel jen titul baroneta. Současným představitelem rodu je Sir John Young, 6. baronet (* 1947).